# Scream (album van Melody Club)
Scream is het studioalbum van de Zweedse popgroep Melody Club. Het album werd uitgebracht op 8 november 2006.

## Nummers op album
1. Feed On Me
2. Last Girl On My Mind
3. Crash
4. Scream
5. Destiny Calling
6. Fever Fever
7. Sweet Thing
8. Walk of Love
9. Don't Fake the Real Thing
10. You Are Not Alone
11. Evil Thing